# Episodi di Mod Squad, i ragazzi di Greer (prima stagione)
La prima stagione della serie televisiva Mod Squad, i ragazzi di Greer (The Mod Squad) è andata in onda negli Stati Uniti dal 24 settembre 1968 al 15 aprile 1969 sulla ABC, posizionandosi al 28º posto nei rating Nielsen di fine anno con il 20,5% di penetrazione e con una media superiore agli 11 milioni di spettatori.
| nº | Titolo originale                                | Titolo italiano | Prima TV USA      | Prima TV Italia |
| -- | ----------------------------------------------- | --------------- | ----------------- | --------------- |
| 1  | The Teeth of the Barracuda                      |                 | 24 settembre 1968 |                 |
| 2  | Bad Man on Campus                               |                 | 1º ottobre 1968   |                 |
| 3  | My, What a Pretty Bus                           |                 | 8 ottobre 1968    |                 |
| 4  | When Smitty Comes Marching Home                 |                 | 22 ottobre 1968   |                 |
| 5  | You Can't Tell the Players Without a Programmer |                 | 29 ottobre 1968   |                 |
| 6  | A Time to Love -- A Time to Cry                 |                 | 12 novembre 1968  |                 |
| 7  | Find Tara Chapman!                              |                 | 19 novembre 1968  |                 |
| 8  | The Price of Terror                             |                 | 26 novembre 1968  |                 |
| 9  | A Quiet Weekend in the Country                  |                 | 3 dicembre 1968   |                 |
| 10 | Love                                            |                 | 10 dicembre 1968  |                 |
| 11 | Twinkle, Twinkle, Little Starlet                |                 | 17 dicembre 1968  |                 |
| 12 | The Guru                                        |                 | 31 dicembre 1968  |                 |
| 13 | The Sunday Drivers                              |                 | 7 gennaio 1969    |                 |
| 14 | Hello Mother, My Name Is Julie                  |                 | 14 gennaio 1969   |                 |
| 15 | Flight Five Doesn't Answer                      |                 | 21 gennaio 1969   |                 |
| 16 | Shell Game                                      |                 | 29 gennaio 1969   |                 |
| 17 | Fear Is the Bucking Horse                       |                 | 4 febbraio 1969   |                 |
| 18 | A Hint of Darkness, A Hint of Light             |                 | 11 febbraio 1969  |                 |
| 19 | The Uptight Town                                |                 | 18 febbraio 1969  |                 |
| 20 | A Reign of Guns                                 |                 | 25 febbraio 1969  |                 |
| 21 | A Run for the Money                             |                 | 11 marzo 1969     |                 |
| 22 | Child of Sorrow, Child of Light                 |                 | 18 marzo 1969     |                 |
| 23 | Keep the Faith, Baby                            |                 | 25 marzo 1969     |                 |
| 24 | Captain Greer, Call Surgery                     |                 | 1º aprile 1969    |                 |
| 25 | Peace Now -- Arly Blau                          |                 | 8 aprile 1969     |                 |
| 26 | A Seat by the Window                            |                 | 15 aprile 1969    |                 |

## The Teeth of the Barracuda
- Prima televisiva: 24 settembre 1968
- Diretto da: Lee H. Katzin
- Scritto da: Tony Barrett

### Trama
- Guest star: Simon Scott (capitano Metcalf), Addison Powell (Jonathan Sutton), Noam Pitlik (Wiley), Larry Thor (dottore), Richard Pryor (se stesso), Gary Vinson (Beau Graves), Robert DoQui (Cully Smith), Brooke Bundy (Tina Williams/Sutton), Lonny Chapman (tenente Wheeler), Fred Beir (Frank Durant)

## Bad Man on Campus
- Prima televisiva: 1º ottobre 1968
- Diretto da: Earl Bellamy
- Scritto da: Robert Heverley

### Trama
- Guest star: J. Pat O'Malley (Carstairs), Judy Pace (Leila), Booker Bradshaw (Doc Lightener), Clive Clerk (Gandy), George Saurel (scagnozzo), Norman Alden (Parker)

## My, What a Pretty Bus
- Prima televisiva: 8 ottobre 1968
- Diretto da: Gene Nelson
- Scritto da: Gwen Bagni, Paul Dubov

### Trama
- Guest star: Pepper Martin (guardia carceraria), Troy Melton (guardia), Bill Catching (Warden), Henry Jones (Herbert Milne), Paul Sorenson (poliziotto), Byron Morrow (Mason), Val Avery (Turk)

## When Smitty Comes Marching Home
- Prima televisiva: 22 ottobre 1968
- Diretto da: George McCowan
- Scritto da: Harve Bennett, Tony Barrett

### Trama
- Guest star: Valerie Allen (Mrs. Crowley), Art Lewis (tassista), Bill Walker (Rollie), Bill Catching, Edward Faulkner (Griff), George Ostos (ragazzo messicano), Natividad Vacio (padre messicano), Jack Swanson (Crowley), Louis Gossett, Jr. (Smitty)

## You Can't Tell the Players Without a Programmer
- Prima televisiva: 29 ottobre 1968
- Diretto da: Earl Bellamy
- Scritto da: Gwen Bagni, Paul Dubov

### Trama
- Guest star: Byron Foulger (Quinn), Art Metrano (assistente/addetto), Linda Marsh (Louise Semple), Julie Adams (Samantha Semple), Dodie Warren (Miss Gray), Sarah Lord (receptionist), Jerry Harper (dottor Griswold), Harry Basch (psicologo), Mark Goddard (Roy Tilson)

## A Time to Love -- A Time to Cry
- Prima televisiva: 12 novembre 1968
- Diretto da: Michael Caffey
- Scritto da: Mel Goldberg

### Trama
- Guest star: Jerry Ayres, Kristin Holly, Brooke Mills, Rex Holman (Kincaid), Harry Townes (Jason), Robert Lansing (Dave)

## Find Tara Chapman!
- Prima televisiva: 19 novembre 1968
- Diretto da: Gene Nelson
- Soggetto di: Arthur Weingarten

### Trama
- Guest star: John van Dreelen (Karl), Peter Leeds (Lou Anthony), Mills Watson (Ken Lacey), Yvonne Craig (Tara Chapman aka Lila Mason), Gene Nelson (Burt Koverly), Phillip Terry (Mr. Chapman), Jana Taylor (Susan), Sid Melton (Mr. Frank), Della Reese (Paula)

## The Price of Terror
- Prima televisiva: 26 novembre 1968
- Diretto da: Earl Bellamy
- Scritto da: Tony Barrett

### Trama
- Guest star: Harry Basch (Eddie), Richard Bakalyan, Joel Fluellen (Boots), James Best (Frank Lynch), Herb Vigran (dottore), Gail Kobe (Anne), William Phipps (Combs)

## A Quiet Weekend in the Country
- Prima televisiva: 3 dicembre 1968
- Diretto da: Jack Arnold
- Soggetto di: Jackson Gillis

### Trama
- Guest star: Irene Hervey (Mrs.Sanderson), Bruce Glover (Cliff Lucas), James Gregory (Gus Williams), Dub Taylor (Walker), Hal Baylor (Walker), Joe Higgins (barista), Clyde Ventura (Eddie Sweeney), Ahna Capri (Doris Williams)

## Love
- Prima televisiva: 10 dicembre 1968
- Diretto da: Lee H. Katzin
- Soggetto di: Jack Marlando, Tom Carota, Tige Andrews

### Trama
- Guest star: Corey Fischer (Mr. Grossman), Tom McDonough (Mac il poliziotto), Isabel Sanford (Lillian), Dee Pollock (Gordy), Robert Yuro (Chuck), Diana Ewing (Karen Westphal), Arthur Franz (Arthur Westphal), Louise Lane (Sally Carter), Norman Stevans (Mr. Carter), Nina Foch (Virginia Westphal)

## Twinkle, Twinkle, Little Starlet
- Prima televisiva: 17 dicembre 1968
- Diretto da: George McCowan
- Scritto da: Jerome Ross

### Trama
- Guest star: William Smithers (Lew Dickens), Virginia Gregg (Mrs. Petree), Richard Evans (Timmy Gregar), Joan Van Ark (April Showers), Ben Wright (istruttore), Norman Grabowski (Norman Petree), Alan Oppenheimer (Phil Norval)

## The Guru
- Prima televisiva: 31 dicembre 1968
- Diretto da: Richard Rush
- Scritto da: Leigh Chapman

### Trama
- Guest star: Max Julien (Jack Dawson), I.J. Jefferson, Dabney Coleman (John), Jane Elliot (Daphne), Adam Roarke (Rick Potter), Barry Williams (ragazzo dei giornali)

## The Sunday Drivers
- Prima televisiva: 7 gennaio 1969
- Diretto da: Gene Nelson
- Scritto da: Edward J. Lakso

### Trama
- Guest star: Chick Chandler (Earl), Lewis Charles (Hank), Quentin Dean (Sally), Woodrow Parfrey (George Albert), Carlos Romero (Frank Salido), Renata Vanni (Mrs. Salido), Paul Carr (Larry)

## Hello Mother, My Name Is Julie
- Prima televisiva: 14 gennaio 1969
- Diretto da: Jack Arnold
- Scritto da: Paul Dubov, Gwen Bagni

### Trama
- Guest star: Michael Harris (sergente), Phil Posner (Jack), William Windom (Fred Williams), Joseph Mell (prestatore su pegno), Leonard Stone (Mace), Nan Martin (Connie Barnes)

## Flight Five Doesn't Answer
- Prima televisiva: 21 gennaio 1969
- Diretto da: George McCowan
- Soggetto di: Stephen Kandel

### Trama
- Guest star: Murray MacLeod (Bucks), Andy Romano (Wilson), Dennis Gross (vice sceriffo), Roy Glenn (pilota), Will Kuluva (Tony Landon), Whit Bissell (Max Dodd), Lawrence Casey (Bobby Willoughby), Marvin Kaplan (Mr. Alpert), Russ Conway (dottor Milton), Simon Scott (capo Metcalf), Charlie Briggs (Red), Douglas Hume (co-pilota)

## Shell Game
- Prima televisiva: 29 gennaio 1969
- Diretto da: Gene Nelson
- Scritto da: Edward J. Lakso

### Trama
- Guest star: Buck Young (tenente Bernie), John Bryant (dispatcher), Thom Carney (Jake), Gregory Enton (Karl), Michael Margotta (Jerry Kane), Jeff Pomerantz (Joe Fin), William Wintersole (George Cates), John Carter (Hank Stevens), Chris Graham (Ed), Ken Sylk (Badger), Peggy Stewart (Mrs. Kane), Mark Tapscott (ufficiale)

## Fear Is the Bucking Horse
- Prima televisiva: 4 febbraio 1969
- Diretto da: George McCowan
- Scritto da: Tony Barrett

### Trama
- Guest star: Ed Begley (Mitch Bates), Nina Shipman (Chrissie Tyson), Ross Elliott (Charlie Tyson), Chuck Parkisan (annunciatore), Chris Howell (Rider), Richard Karlan (Hank), Monte Markham (Billy Kilgore)

## A Hint of Darkness, A Hint of Light
- Prima televisiva: 11 febbraio 1969
- Diretto da: Earl Bellamy
- Scritto da: Edward J. Lakso

### Trama
- Guest star: Virginia Gregg (Helen Kane), Gloria Foster (Jenny Wills), Hank Patterson (Phil), Royce Kamin (Lou Krugman), Lou Krugman (Royce Kamin), John Milford (Buddy), Beverlee McKinsey (Claudine Addison)

## The Uptight Town
- Prima televisiva: 18 febbraio 1969
- Diretto da: Earl Bellamy
- Scritto da: Norman Katkov

### Trama
- Guest star: Cliff Osmond (Al Jennings), Donna Baccala (Donna Jennings), Louis Gossett, Jr. (Lloyd), Jason Evers (sceriffo), Barry Brown, Alex Montoya (cuoco), Simon Scott (capo Metcalf)

## A Reign of Guns
- Prima televisiva: 25 febbraio 1969
- Diretto da: Gene Nelson
- Soggetto di: Daniel B. Ullman

### Trama
- Guest star: John Harmon (Carl North), Glenn Wilder (Beldon), Sean Garrison (Samuel J. Coles), Ron Randell (Ben), Kevin O'Neal (G.I.), Dorothy Konrad (padrona di casa), Mary Benoit (padrona di casa), J. D. Cannon (Van Marney)

## A Run for the Money
- Prima televisiva: 11 marzo 1969
- Diretto da: Harvey Hart
- Scritto da: Edward J. Lakso

### Trama
- Guest star: Robert F. Hoy (Phillips), Lee Duncan (Hanson), Tom Bosley (John Wells), Ed McNamara (Chambers), Robert Broyles (Kent), Chuck Roberson (Caine), Sam Edwards (Trustee), Lesley Ann Warren (Virginia "Ginny" Wells)

## Child of Sorrow, Child of Light
- Prima televisiva: 18 marzo 1969
- Diretto da: Gene Nelson
- Scritto da: Cliff Gould

### Trama
- Guest star: Heidi Vaughn (Maryann), Ida Lupino (Iris Potter), Foster Brooks (Will Jackson), Bill Zuckert (Del Vecchio), Fredricka Meyers (Trish Whalen), Susan Brown (Grace Washenski), Fred Holliday (Jerry Washenski), Virginia Eiler (Mrs. O'Connell), Roberta Randall (infermiera), Pamela Bekolay (ragazza), Jim Boles (dottor Reston), Alan Baxter (Schaeffer), Daniel J. Travanti (Milo), Claudia Bryar (Jane)

## Keep the Faith, Baby
- Prima televisiva: 25 marzo 1969
- Diretto da: Gene Nelson
- Scritto da: Harve Bennett

### Trama
- Guest star: Ron Hayes (Frank), Stephen Perry (Mike), Robert Duvall (Matt Jenkins), William Schallert (padre Bob Hughes), Dick Dial (Emmitt), Darryl Glenn (Eddie), Sammy Davis, Jr. (padre John Banks)

## Captain Greer, Call Surgery
- Prima televisiva: 1º aprile 1969
- Diretto da: Earl Bellamy
- Scritto da: Anthony Lawrence

### Trama
- Guest star: Army Archerd (Mr. Belson), Willis Bouchey (dottor Samuels), Monica Keating (Miss Larson), Frank Schuller (tenente Howard), Kim Hamilton (Delores Sutton), Edward Andrews (Glen Shadows), David Opatoshu (Mr. Butorac), Charles Horvath (George), Sheilah Wells (Diane), Solomon Sturges (Mike Butorac), Jonathan Hole (Mr. Levero)

## Peace Now -- Arly Blau
- Prima televisiva: 8 aprile 1969
- Diretto da: Gene Nelson
- Scritto da: William Wood

### Trama
- Guest star: Noah Keen (Carl Haven), Hal Lynch (Warden), Christopher Connelly (Arly Blau), Kevin Hagen (Evans), Fred Scheiwiller (guardia), Henry Wills (Hewitt), Kyle Johnson (Sykes), Ross Elliott (generale George Blau)

## A Seat by the Window
- Prima televisiva: 15 aprile 1969
- Diretto da: Michael Caffey
- Scritto da: Edward J. Lakso

### Trama
- Guest star: Bo Hopkins (Tom Styles), Bill Quinn (dottore), John Beck (Bill), Julie Gregg (Willa), Nora Marlowe (Mrs. Grady), Wayne McLaren (Miller), John Orchard (M.P.), Ellen Moss (Laurie), Frank Farmer (Koler), Tom Heaton (Ed), Tiffany Bolling (Connie), David Thorpe (Steve)